# Willy Butzen
Willy Butzen (* 27. Februar 1933 in Edegem, Belgien; † 24. März 1997 im Geburtsort) war ein belgischer Radrennfahrer.
Nachdem Butzen als Amateur unter anderem drei Etappen der Friedensfahrt gewann wurde er 1958 Profi. Zu seinen größten Profierfolgen gehört der Gewinn des Halbklassikers Scheldepreis Flandern im Jahr 1959. Zweimal scheiterte er knapp bei dem Versuch den Klassiker Flandern-Rundfahrt zu gewinnen und wurde 1959 sowie 1962 jeweils Dritter.

## Erfolge
1955
- zwei Etappen Schweden-Rundfahrt

1956
- eine Etappe Friedensfahrt

1957
- zwei Etappen Österreich-Rundfahrt
- zwei Etappen Friedensfahrt

1959
- Scheldepreis Flandern

1960
- zwei Etappen Drei Tage von Antwerpen